# Harmony Hammond
Harmony Hammond (* 8. Februar 1944 in Chicago, Illinois) ist eine US-amerikanische Künstlerin, Autorin, Aktivistin und Kuratorin. Sie ist eine bedeutende Persönlichkeit der feministischen und LGBT-Kunstbewegung im New York der frühen 1970er Jahre.

## Leben
Hammond wurde 1944 in Chicago geboren. 1950 zog sie mit ihrer Familie nach Hometown, Illinois. 1960 besuchte sie im Rahmen eines Stipendiums die Junior School of the Art Institute of Chicago, wo sie mit impressionistischen und postimpressionistischen Gemälden sowie mit Werken des deutschen Expressionismus und des abstrakten Expressionismus in Kontakt kam. Daran anschließend studierte sie von 1961 bis 1963 an der Millikin University in Decatur, Illinois, sowie von 1963 bis 1967 an der University of Minnesota, wo sie mit einem Bachelor abschloss. Nach dem Studium reiste sie in verschiedene europäische Länder, darunter nach England, Belgien, in die Niederlande, Frankreich und Deutschland.
Im Jahr 1968 kuratierte Hammond ihre erste Ausstellung Contemporary Graphics Published by Universal Limited Art Editions in der Dayton’s Gallery 12 in Minneapolis. 1969 zog sie nach New York, nur wenige Monate nach den Stonewall Riots. New York war in dieser Zeit maßgeblich von der Bürgerrechtsbewegung, Friedensbewegungen, dem Beginn der Lesben- und Schwulenbewegung, der zweiten Welle des Feminismus sowie der beginnenden feministischen Kunstbewegung geprägt, die auch auf die Kunstpraxis von Hammond Einfluss nahmen. 1978 kuratierte sie A Lesbian Art Show im 112 Greene St. Workshop, die erste Ausstellung von Werken lesbischer Künstlerinnen in den Vereinigten Staaten. Darunter waren Arbeiten von Louise Fishman, Dona Nelson, Amy Sillman und Kate Millett zu sehen. Einige Jahre später begann Hammon mit der Arbeit an ihrem Buch Lesbian Art in America: A Contemporary History, das 2000 veröffentlicht wurde und einen kunsthistorischen Text über lesbische Kunst seit 1970 in Amerika darstellt. Die Publikation ist ein zentraler Beitrag zur Wissenschaft über schwule, lesbische und queere Kunst.
Hammond war Mitbegründerin von A.I.R. (Artists in Residence), der ersten von Frauen geführten Kunstgalerie in SoHo, New York, welche 1972 mit zwanzig anderen Frauen, darunter Nancy Spero, Barbara Zucker, Patsy Norvell, Dotty Attie und Judith Bernstein ins Leben gerufen wurde. Außerdem war sie Mitbegründern des Heresies Collective, das 1977 gemeinsam mit Lucy R. Lippard, May Stevens, Susana Torre, Joyce Kozloff, Joan Snyder, Michelle Stuart, Elizabeth Hess, Joan Braderman, Pat Steir und Mary Beth Edelson gegründet wurde. Sie publizierten regelmäßig die Zeitschrift Heresies: A Feminist Publication on Art & Politics.
1984 verließ Hammon New York und zog nach Santa Fe, wo sie nur ein Jahr bleiben wollte. Sie erwarb allerdings eine steinerne Wollscheune in Galisteo, die sie seitdem bewohnt.
Hammond ist in zwei Filmen über feministische Kunst zu sehen; in The Heretics von Joan Braderman sowie in !Women Art Revolution von Lynn Hershman Leeson.
Von 1988 bis 2005 lehrte sie an der University of Arizona in Tucson.

## Werk
Das künstlerische Werk von Hammond umfasst Malerei, Skulptur, Grafik und Konzeptkunst. Ihre Arbeiten bewegen sich in der Schnittstelle von Feminismus, Post-Minimalismus, Prozesskunst und biografischer Erfahrung. Dabei liegt ein wichtiger Schwerpunkt auf der Bedeutung des Materials. Die von ihr verwendeten Materialien sind häufig von sozioökonomischen Interessen durchdrungen und mit Geschlecht, sexueller Orientierung und Klasse verbunden, die sie aus einer intersektionalen Linse betrachtet. Sie nutzt eine breite Palette von Materialien, darunter Lumpen, Stroh, Latexgummi, Haare, Linoleum, Dachblech, verbranntes Holz, Eimer, Dachrinnen, Wassertröge etc. Damit wendet sie sich bewusst von traditionellen und männlich dominierten Kunstformen ab. Ihre Materialien verweisen oftmals auf marginalisierte und nicht-westliche Gruppen. In dieser Hinsicht nennt sie Eva Hesse als eine wichtige Inspiration. Durch Techniken wie Collagieren, Umwickeln, Flicken und Flechten, Durchlöchern, Schneiden oder Reißen entstehen in ihren Arbeiten eine eigene Körperlichkeit und Materialität.
Ihre frühen Skulpturen aus den 1970er Jahren bestehen hauptsächlich aus Stoffbahnen, einem traditionell weiblich gelesenem Material, das auf die Handarbeit von Frauen verweist. In den 1990er Jahren fertigte sie Mixed-Media-Installationen, die kunstfremde Materialien mit traditioneller Ölmalerei verbinden. Diese Werke erinnern an eine generationenübergreifende Frauengeschichte und in ihrer Technik an Weberei, Korbflechterei und Perlenstickerei, Flickenteppiche und Quilts. Die späten Arbeiten von Hammond umfassen Bronzeskulpturen, Digitaldrucke und monochrom-abstrakten Bilder, die sich mit modernistischer Abstraktion und queeren bzw. feministischen Themen auseinandersetzen.
Die Werke von Hammond befinden sich in zahlreichen Sammlungen, darunter im Art Institute of Chicago, im Brooklyn Museum, im Metropolitan Museum of Art, im Minneapolis Institute of Art, im Museum of Modern Art, im National Museum of Women in the Arts, im New Mexico Museum of Art, im Phoenix Art Museum, im Wadsworth Atheneum, im Walker Art Center und im Whitney Museum of American Art.
Das Getty Research Institute in Los Angeles besitzt ein Harmony-Hammond-Archiv, in dem unter anderem Skizzenbücher, Manuskripte, Fotografien, Ephemera, Publikationen und Multiples anderer Künstlerinnen archiviert werden.

## Gruppenausstellungen (Auswahl)
- 2022: The Double: Identity and Difference in Art Since 1900, National Gallery of Art, Washington, D.C.
- 2022: The Printer's Proof: Artist and Printer Collaborations, Albuquerque Museum, New Mexico[8]
- 2021: Women in Abstraction: Another History of Abstraction in the 20th Century, Centre Pompidou, Paris
- 2020: Contemporary Prints at PAFA, Pennsylvania Academy of the Fine Arts, Philadelphia
- 2019: Queer Abstraction, Des Moines Art Center, Iowa
- 2016–2017: Gay Gotham: Art and Underground Culture in New York, Museum of the City of New York
- 2015: Harmony Hammond and Francis Cape: Angle of Response, SITE Santa Fe
- 2007: WACK! Art and the Feminist Revolution, Museum of Contemporary Art, Los Angeles
- 1981: Home Work: The Domestic Environment As Reflected in the Work of Women Artists, National Women’s Hall of Fame, Seneca Falls (New York)
- 1978: A Lesbian Show, 112 Greene Street Workshop, New York

## Einzelausstellungen (Auswahl)
- 2020–2021: Harmony Hammond: Crossings, Alexander Gray Associates, New York[9]
- 2020: Harmony Hammond: Material Witness, Five Decades of Art, Sarasota Museum of Art[1]
- 2019: Harmony Hammond, White Cube, London
- 2018: Harmony Hammond: Erasing Censorship, Artist Curated Projects, Los Angeles
- 2014: Harmony Hammond: Becoming/Unbecoming Monochrome, RedLine Art Space, Denver
- 2014: Harmony Hammond, Contemporary Art Museum St. Louis, St. Louis
- 2012: Harmony Hammond: Alcove 12.2, New Mexico Museum of Art
- 2005: Harmony Hammond: Big Paintings 2002–2005, Center for Contemporary Arts, Santa Fe
- 2002: Harmony Hammond: Monster Prints, SITE Santa Fe

## Auszeichnungen (Auswahl)
- 1979: National Endowment for the Arts Fellowship in Sculpture
- 1982: CAPS Grant des New York State Council on the Arts
- 1983: National Endowment for the Arts Fellowship in Graphics
- 1989: Pollock-Krasner Foundation Grant
- 1991: John Simon Guggenheim Foundation Fellowship
- 1998: Joan Mitchell Foundation Award
- 2001: Lambda Literary Award in Lesbian Studies
- 2007: Pollock-Krasner Foundation Grant
- 2013: Feminist Award, College Art Association
- 2014: Anonymous Was A Woman
- 2014: Lifetime Achievement Award, Women’s Caucus for Art

## Schriften (Auswahl)
- Wrappings: Essays on Feminism, Art, and the Martial Arts, TSL Press: New York 1984, ISBN 978-0-939858-05-7.
- Farm Ghosts: A Wife's Tale; Burden, in: Frontiers, Bd. 18, 1997, S. 124–126.
- Lesbian Art in America: A Contemporary History, Rizzoli: New York 2000, ISBN 978-0-8478-2248-5.